# Meiacanthus limbatus
Espèce
Statut de conservation UICN

 LC  : Préoccupation mineure
Meiacanthus limbatus est une espèce de poissons marins de la sous-famille des Blenniinae (famille des Blenniidae).

## Description
Meiacanthus limbatus peut mesurer jusqu'à 37 mm, queue non comprise.

## Répartition

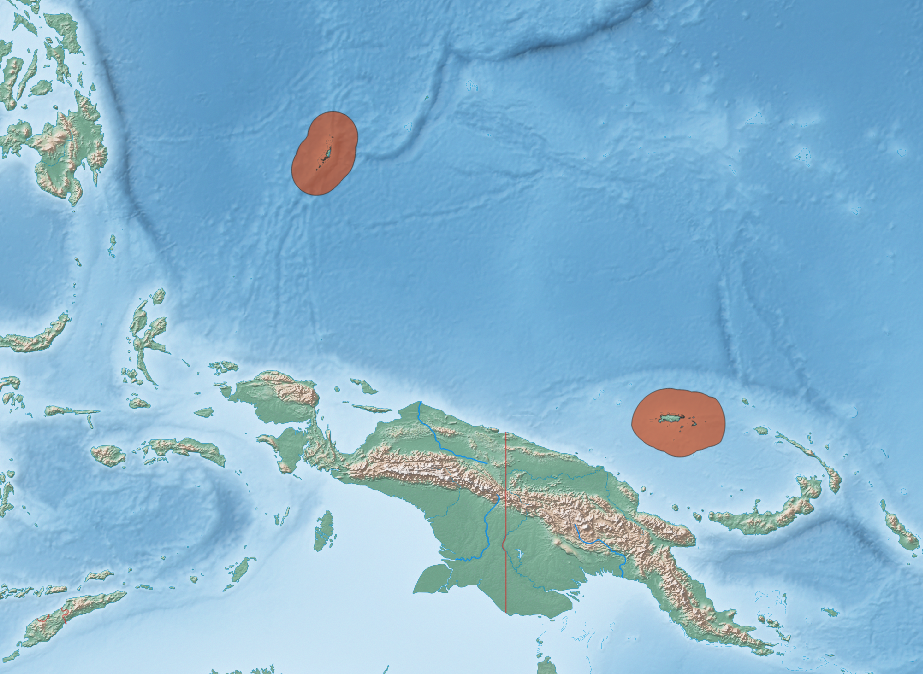
Aire de répartition de Meiacanthus limbatus selon l'UICN (2025).

Ce poisson se rencontre sur les côtes des Palaos et de l'île Manus (Papouasie-Nouvelle-Guinée). Il est présent de la surface et jusqu'à 40 m de profondeur.

## Systématique
Le nom valide complet (avec auteur) de ce taxon est Meiacanthus limbatus Smith-Vaniz (d), 1987.

### Étymologie
Son épithète spécifique, du latin limbatus, « bordé », fait référence à la bande sombre à la base de la nageoire anale.

### Publication originale
- (en) William F. Smith-Vaniz, « The Saber-Toothed Blennies, Tribe Nemophini (Pisces: Blenniidae): An Update », Proceedings of the Academy of Natural Sciences of Philadelphia, Philadelphie, vol. 139, no 1,‎ 1987, p. 1-52 (ISSN 0097-3157, e-ISSN 1938-5293, JSTOR 4064893).